# Brandweer-Ereteken voor 25 Dienstjaren (Brunswijk)
Het Brandweer-Ereteken voor 25 Dienstjaren (Duits: "Feuerwehr-Ehrenzeichen für 25 Diensjahre") van Brunswijk werd in 1887 door Wilhelm van Brunswijk ingesteld.
De onderscheiding is een zogenaamde Schnalle en werd als een gedeeltelijk verguld zilveren gesp met een afbeelding van een paard op een gekroond medaillon en enige attributen van de brandweer zoals een helm, twee ladders en twee houwelen op een klein stukje lint op de linkerborst gedragen.
Het lint is geel met zeven groene strepen.
De onderscheiding werd na de afstand van de laatste Hertog van Brunswijk in november 1918 niet meer toegekend.